# Santa Monica Studio
Santa Monica Studio ist ein US-amerikanischer Computerspielentwickler und Teil der PlayStation Studios, die sich im Besitz von Sony Interactive Entertainment befinden. Die 1999 gegründete Firma ist bekannt für die Entwicklung der God-of-War-Serie und hat ihren Sitz im kalifornischen Los Angeles.

## Geschichte

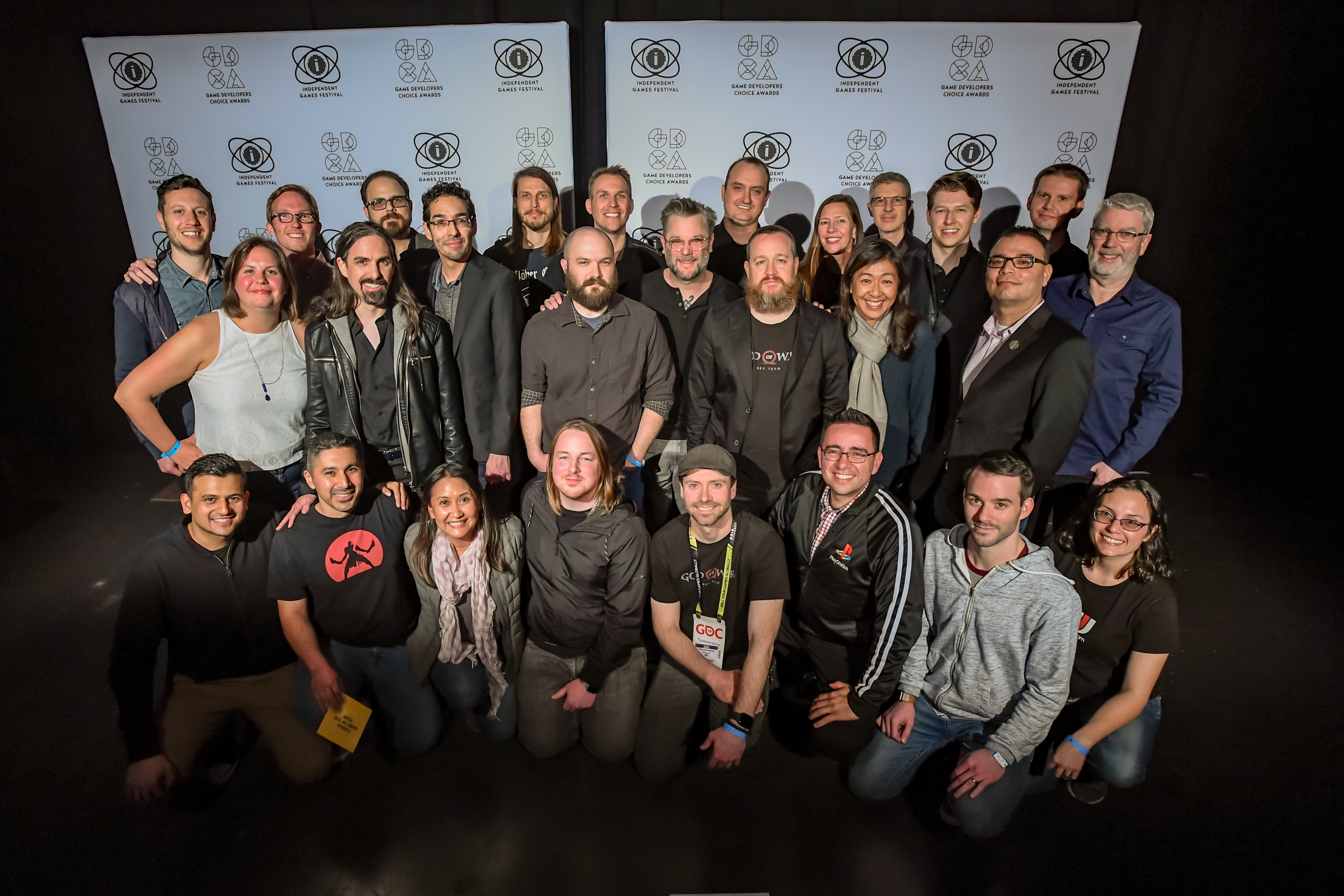
Das Santa-Monica-Studio-Team hinter God of War bei der Verleihung der Game Developers Choice Awards 2019.

Das Studio wurde 1999 von Allan Becker in Santa Monica als First-Party-Entwickler für Sony gegründet. Becker wollte ein Entwicklerstudio gründen, abseits von Sonys Firmenzentrale, und entschied sich letztendlich für den Standort Santa Monica. Durch die örtliche Trennung von der Zentrale sollte eine offene und kollaborative Arbeitsatmosphäre entstehen. Ziel war es ein Spiel für die noch nicht veröffentlichte PlayStation 2 zu entwickeln. Zusammen mit David Jaffe wurde das Rennspiel Kinetica entwickelt und 2001 veröffentlicht. Auf Grundlage dieser Spiel-Engine entwickelte das Studio in den darauffolgenden Jahren das erste Spiel der God-of-War-Serie. Nach dem Erfolg des ersten God of War 2005 begann die Produktion von God of War II. Das Spiel wurde für die PlayStation 2 entwickelt, obwohl die PlayStation 3 bereits etwa ein halbes Jahr vor der Veröffentlichung des Spiels auf dem Markt war. Dies führte zu einigen Diskussionen im Entwicklerteam und bei Sony. Die letztendliche Entscheidung kam vom Sony-Präsidenten Shūhei Yoshida. Drei Jahre später, im März 2010, erschien unter der Führung von Stig Asmussen der Nachfolger God of War III für die PlayStation 3. Der aktuell letzte Teil, God of War, wurde von Cory Barlog als Game Director begleitet und erschien im April 2018 für die PlayStation 4. Im September 2020 wurde God of War: Ragnarok angekündigt, das 2022 erscheinen soll.
Neben den Arbeiten an God of War unterstützt das Studio auch kleinere Entwickler, die Spiele für Sonys Spielkonsolen veröffentlichen wollen. Hierzu zählen etwa Flower und Journey vom Indie-Entwickler thatgamecompany sowie Giant Sparrows The Unfinished Swan und What Remains of Edith Finch.
2014 zog das Unternehmen vom namensgebenden Santa Monica in das benachbarte Playa Vista.

## Entwickelte Spiele
Santa Monica Studios erste Veröffentlichung war Kinetica 2001. Das bisher letzte God of War Ragnarök erschien 2022.

### Eigene Entwicklungen
| Jahr | Spiel                 | Plattform/en                                    | Genre                           |
| ---- | --------------------- | ----------------------------------------------- | ------------------------------- |
| 2001 | Kinetica              | PlayStation 2, PlayStation 4                    | Rennspiel                       |
| 2005 | God of War            | PlayStation 2, PlayStation 3, PlayStation Vita  | Action-Adventure, Hack and Slay |
| 2007 | God of War II         | PlayStation 2, PlayStation 3, PlayStation Vita  | Action-Adventure, Hack and Slay |
| 2010 | God of War III        | PlayStation 3, PlayStation 4                    | Action-Adventure, Hack and Slay |
| 2013 | God of War: Ascension | PlayStation 3                                   | Action-Adventure, Hack and Slay |
| 2018 | God of War            | PlayStation 4, Microsoft Windows                | Action-Adventure, Hack and Slay |
| 2022 | God of War Ragnarök   | PlayStation 4, PlayStation 5, Microsoft Windows | Action-Adventure, Hack and Slay |

### In Zusammenarbeit mit anderen Studios
| Jahr | Spiel                                        | Plattform/en                                                         | Genre                           | Anmerkung                                                                                    |
| ---- | -------------------------------------------- | -------------------------------------------------------------------- | ------------------------------- | -------------------------------------------------------------------------------------------- |
| 2001 | War of the Monsters                          | PlayStation 2, PlayStation 3, PlayStation 4                          | Action, Kampfspiel              | Gemeinsame Entwicklung mit Incognito Entertainment                                           |
| 2003 | Downhill Domination                          | PlayStation 2                                                        | Sport und Rennspiel             | Gemeinsame Entwicklung mit Incognito Entertainment                                           |
| 2005 | The Con                                      | PlayStation Portable                                                 | Kampfspiel                      | Gemeinsame Entwicklung mit Think & Feel                                                      |
| 2005 | Neopets: The Darkest Faerie                  | PlayStation 2                                                        | Action-Adventure                | Gemeinsame Entwicklung mit Idol Minds                                                        |
| 2006 | Blast Factor                                 | PlayStation 3                                                        | Arcade-Action                   | Gemeinsame Entwicklung mit Bluepoint Games                                                   |
| 2007 | Flow                                         | PlayStation 3, PlayStation Portable, PlayStation Vita, PlayStation 4 | Lebenssimulation                | Begleitete Entwicklung mit thatgamecompany und portiert von SuperVillain Studios (PSP, 2008) |
| 2007 | Calling All Cars!                            | PlayStation 3                                                        | Rennspiel                       | Gemeinsame Entwicklung mit Incognito Entertainment                                           |
| 2007 | God of War: Betrayal                         | Java Platform, Micro Edition (Mobiltelefone)                         | Action-Adventure, Hack and Slay | Gemeinsame Entwicklung mit Javaground und Sony Online Entertainment-Los Angeles              |
| 2007 | PixelJunk Racers                             | PlayStation 3                                                        | Rennspiel                       | Entwickelt von Q-Games                                                                       |
| 2007 | Riff: Everyday Shooter                       | PlayStation 3, PlayStation Portable                                  | Arcade-Action, Musikspiel       | Entwickelt von Queasy Games und portiert von Backbone Entertainment (PSP, 2008)              |
| 2007 | Warhawk                                      | PlayStation 3                                                        | Third-Person-Shooter            | Gemeinsame Entwicklung mit Incognito Entertainment                                           |
| 2008 | PixelJunk Monsters                           | PlayStation 3, PlayStation Portable                                  | Tower Defense                   | Entwickelt von Q-Games                                                                       |
| 2008 | Twisted Metal Head-On: Extra Twisted Edition | PlayStation 2                                                        | Rennspiel                       | Gemeinsame Entwicklung mit Eat Sleep Play                                                    |
| 2008 | God of War: Chains of Olympus                | PlayStation Portable                                                 | Action-Adventure, Hack and Slay | Gemeinsame Entwicklung mit Ready at Dawn                                                     |
| 2008 | PixelJunk Eden                               | PlayStation 3                                                        | Jump ’n’ Run, Puzzle            | Entwickelt von Q-Games                                                                       |
| 2008 | Linger in Shadows                            | PlayStation 3                                                        | Interaktive Kunst               | Gemeinsame Entwicklung mit Plastic Studios                                                   |
| 2009 | Flower                                       | PlayStation 3, PlayStation Vita, PlayStation 4                       | Action, interaktive Kunst       | Begleitete Entwicklung mit thatgamecompany                                                   |
| 2009 | Fat Princess                                 | PlayStation 3                                                        | Action-Strategie                | Gemeinsame Entwicklung mit Titan Studios und Atomic Operations                               |
| 2009 | .detuned                                     | PlayStation 3                                                        | Interaktive Kunst               | Gemeinsame Entwicklung mit .theprodukkt                                                      |
| 2009 | God of War Collection                        | PlayStation 3, PlayStation Vita                                      | Action-Adventure, Hack and Slay | Portiert von Bluepoint Games (PS3) und Sanzaru Games (PS Vita)                               |
| 2010 | Fat Princess: Fistful of Cake                | PlayStation Portable                                                 | Action-Strategie                | Portiert von Super Villain Studios                                                           |
| 2010 | God of War: Ghost of Sparta                  | PlayStation Portable                                                 | Action-Adventure, Hack and Slay | Gemeinsame Entwicklung mit Ready at Dawn                                                     |
| 2010 | PixelJunk Shooter                            | PlayStation 3                                                        | Shoot ’em up                    | Entwickelt von Q-Games                                                                       |
| 2011 | PixelJunk Shooter 2                          | PlayStation 3                                                        | Shoot ’em up                    | Entwickelt von Q-Games                                                                       |
| 2011 | PixelJunk SideScroller                       | PlayStation 3                                                        | Shoot ’em up                    | Entwickelt von Q-Games                                                                       |
| 2011 | God of War: Origins Collection               | PlayStation 3                                                        | Action-Adventure, Hack and Slay | Portiert von Ready at Dawn                                                                   |
| 2011 | Carnival Island                              | PlayStation 3                                                        | Partyspiel                      | Gemeinsame Entwicklung mit Magic Pixel Games                                                 |
| 2012 | Twisted Metal                                | PlayStation 3                                                        | Rennspiel                       | Gemeinsame Entwicklung mit Eat Sleep Play                                                    |
| 2012 | Escape Plan                                  | PlayStation Vita, PlayStation 4                                      | Rätselspiel                     | Gemeinsame Entwicklung mit Fun Bits Interactive, portiert von Wholesale Algorithms (PS4)     |
| 2012 | Journey                                      | PlayStation 3                                                        | Adventure                       | Gemeinsame Entwicklung mit thatgamecompany                                                   |
| 2012 | Datura                                       | PlayStation 3                                                        | Adventure                       | Gemeinsame Entwicklung mit Plastic Studios                                                   |
| 2012 | Starhawk                                     | PlayStation 3                                                        | Third-Person-Shooter            | Gemeinsame Entwicklung mit LightBox Interactive                                              |
| 2012 | PixelJunk 4am                                | PlayStation 3                                                        | Musikspiel                      | Entwickelt von Q-Games                                                                       |
| 2012 | Sorcery                                      | PlayStation 3                                                        | Action-Adventure                | Gemeinsame Entwicklung mit The Workshop                                                      |
| 2012 | Sound Shapes                                 | PlayStation 3, PlayStation Vita, PlayStation 4                       | Musikspiel, Jump ’n’ Run        | Gemeinsame Entwicklung mit Queasy Games, portiert von Wholesale Algorithms (PS4)             |
| 2012 | God of War Saga                              | PlayStation 3                                                        | Action-Adventure, Hack and Slay | Gemeinsame Entwicklung mit Ready at Dawn, portiert von Bluepoint Games und Ready at Dawn     |
| 2012 | The Unfinished Swan                          | PlayStation 3, PlayStation Vita, PlayStation 4                       | Adventure                       | Begleitete Entwicklung mit Giant Sparrow, portiert von Armature Studio (PS Vita, PS4)        |
| 2012 | PlayStation All-Stars Battle Royale          | PlayStation 3, PlayStation Vita                                      | Kampfspiel                      | Gemeinsame Entwicklung mit SuperBot Entertainment, portiert von Bluepoint Games (PS Vita)    |
| 2014 | Hohokum                                      | PlayStation 3, PlayStation Vita, PlayStation 4                       | Puzzle, Kunst                   | Gemeinsame Entwicklung mit Honeyslug                                                         |
| 2014 | Fat Princess: Piece of Cake                  | PlayStation Vita, iOS, Android                                       | Action-Strategie                | Gemeinsame Entwicklung mit One Loop Games                                                    |
| 2015 | The Order: 1886                              | PlayStation 4                                                        | Action-Adventure                | Gemeinsame Entwicklung mit Ready at Dawn                                                     |
| 2015 | God of War III Remastered                    | PlayStation 4                                                        | Action-Adventure, Hack and Slay | Portiert von Wholesale Algorithms                                                            |
| 2015 | Everybody’s Gone to the Rapture              | PlayStation 4, Microsoft Windows                                     | Adventure                       | Gemeinsame Entwicklung mit The Chinese Room                                                  |
| 2015 | Fat Princess Adventures                      | PlayStation 4                                                        | Action-Rollenspiel              | Gemeinsame Entwicklung mit Fun Bits Interactive                                              |
| 2016 | Bound                                        | PlayStation 4, PlayStation VR                                        | Jump ’n’ Run, Kunst             | Entwickelt von Plastic Studios                                                               |
| 2016 | Here They Lie                                | PlayStation 4, PlayStation VR                                        | Adventure                       | Gemeinsame Entwicklung mit The Tangentlemen                                                  |